# Roland Bernhard

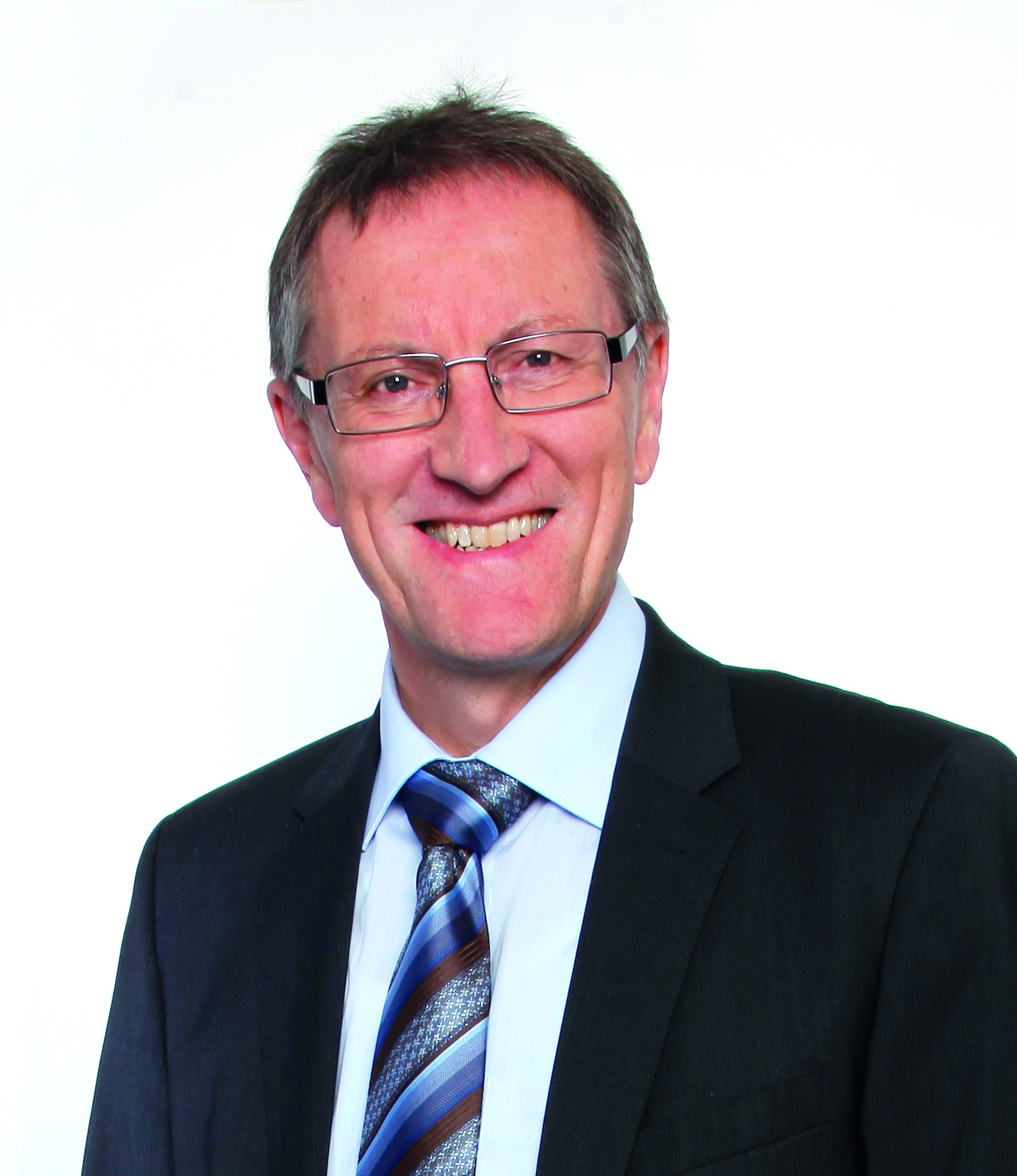
Roland Bernhard (2014)

Roland Bernhard (* 20. Januar 1957 in Tübingen) ist ein deutscher Volljurist und seit dem 1. Oktober 2008 Landrat des Landkreises Böblingen.

## Ausbildung und Beruf
Roland Bernhard studierte nach seinem Grundwehrdienst Jura in Tübingen. Seine anschließende Referendariatszeit absolvierte er beim Landgericht Tübingen, der Staatsanwaltschaft Tübingen und dem Landratsamt Tübingen.
1986 begann er sein Berufsleben im Landratsamt Böblingen; zunächst als Leiter des Rechtsamtes, dann als Leiter des Kreissozialamtes. 1989 wechselte er als Referent ins Innenministerium Baden-Württemberg, zunächst in die Kommunalabteilung. Es folgten Referententätigkeiten im Innenministerium in den Bereichen Staatsangehörigkeitsrecht, Aufnahme von Spätaussiedlern und Ausländer- und Asylrecht.
1996 wechselte Bernhard nach sieben Jahren in das Amt des Ersten Landesbeamten und stellvertretenden Landrats im Landkreis Calw. Dort war er zwölf Jahre in Personalunion Erster Landesbeamter, Finanzdezernent und Verkehrsdezernent. Zudem koordinierte er die Umsetzung der Verwaltungsstrukturreform.

## Politische Karriere
Seit 1. Oktober 2008 ist er Landrat des Landkreises Böblingen. Am 21. Juli 2008 wurde er im ersten Wahlgang mit 47 von 80 Stimmen gewählt und setzte sich dabei gegen seinen Mitbewerber Peter Jahn, den Bürgermeister von Denkendorf, durch, der 33 Stimmen erhielt. Am 18. Juli 2016 wurde er mit 70 von 80 Stimmen für eine zweite Amtszeit wiedergewählt. Am 24. Juli 2024 wurde er mit 69 von 82 Stimmen für eine dritte Amtszeit gewählt.

## Weitere Ämter
In seiner Funktion als Landrat ist Bernhard auch Vorsitzender des Verwaltungsrats der Kreissparkasse Böblingen sowie Aufsichtsratsvorsitzender der Klinikverbund Südwest gGmbH, der Kreiskliniken Böblingen gGmbH, der Krankenhaus-Service GmbH Schwarzwald, der  Zentrum für Digitalisierung Landkreis Böblingen GmbH und der Bioabfallverwertung GmbH, stellvertretender Aufsichtsratsvorsitzender der Gigabit Region Stuttgart GmbH und Aufsichtsratsmitglied der BW Bank, der Wirtschaftsförderung Region Stuttgart GmbH, der Gemeinnützige Werkstätten und Wohnstätten GmbH Sindelfingen und der Verkehrs- und Tarifverbund Stuttgart GmbH.

## Familie und Privates
Roland Bernhard ist verheiratet und Vater von sechs Kindern.